# Al-Haylunah
Al-Haylunah (tiếng Ả Rập: الحيلونة) là một ngôi làng Syria nằm trong phó huyện Masyaf thuộc huyện Masyaf, nằm ở phía tây Hama. Theo Cục Thống kê Trung ương Syria (CBS), al-Haylunah có dân số 1.665 trong cuộc điều tra dân số năm 2004.